# Villa Villoresi

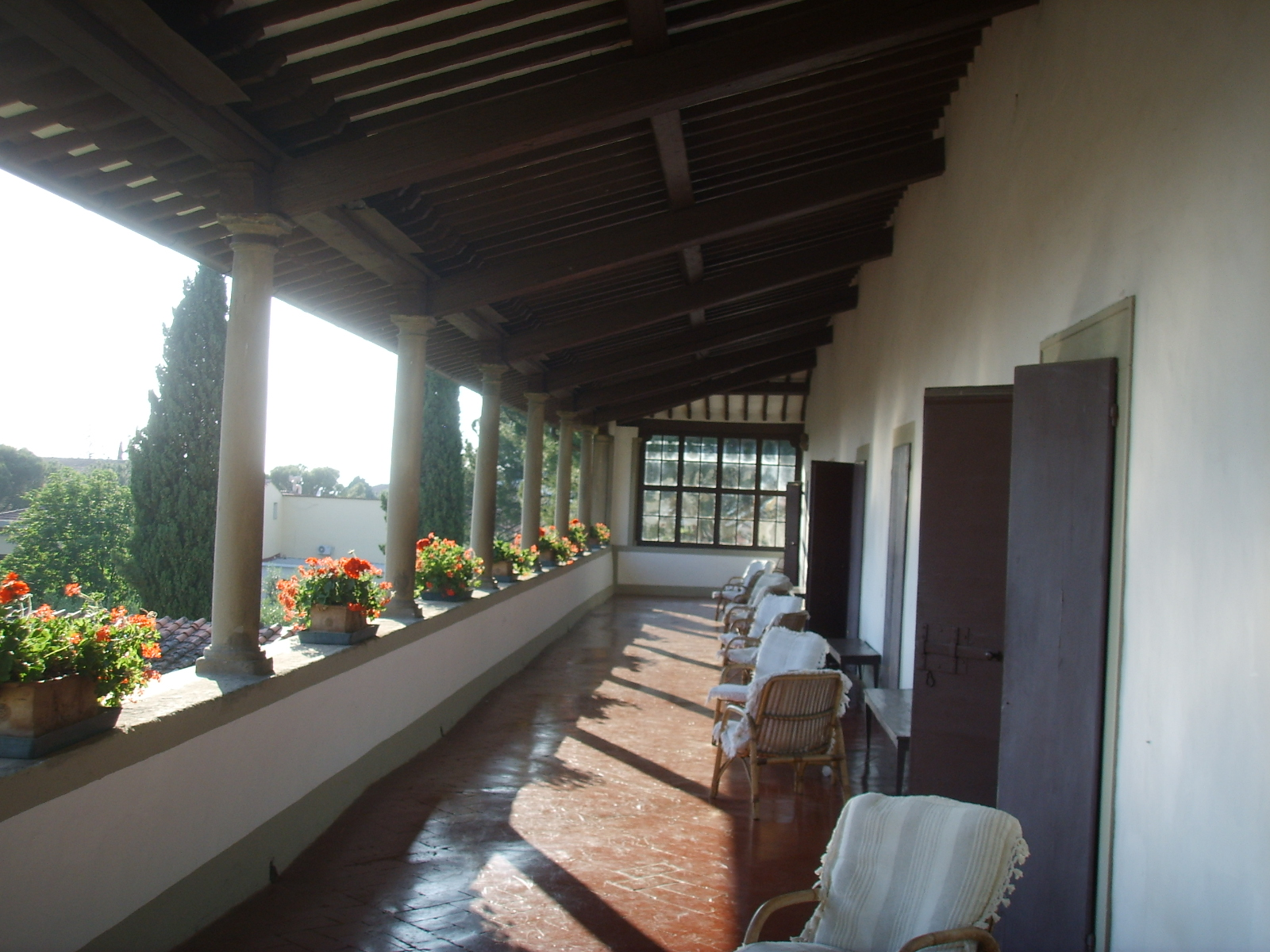
A loggia da Villa Villoresi.

A Villa Villoresi, antiga Villa Prato Della Tosa, é um palácio italiano que se encontra na localidade de Colonnata, no nº2 da Via Ciampi, comuna de Sesto Fiorentino, Província de Florença.

## História

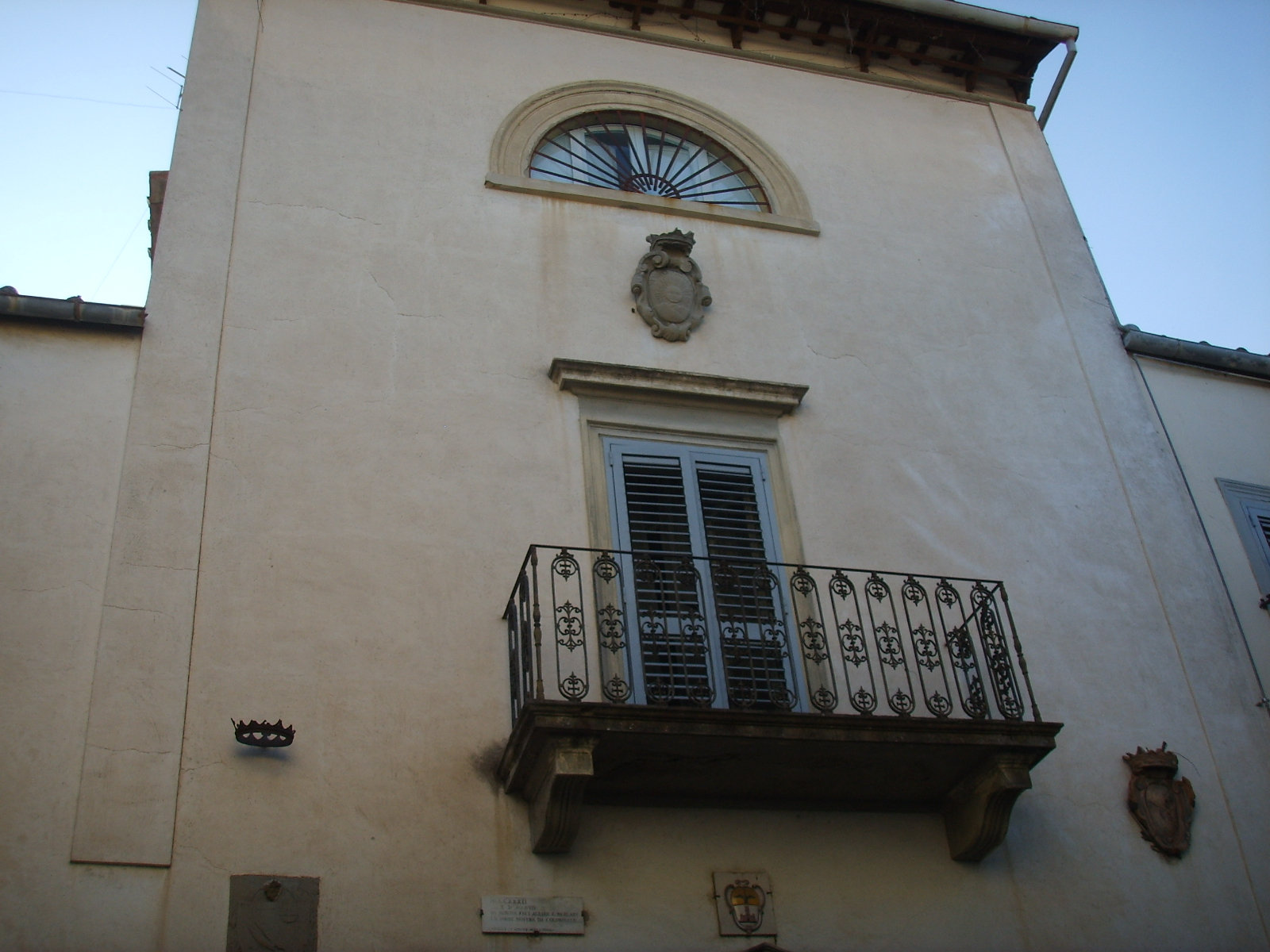
Torre com brasão dos Della Tosa.

Antigamente, encontrava-se neste lugar uma fortaleza do século XIII com um grande prado à sua frente, propriedade dos poderosos Della Tosa, de Florença, dos quais resta um brasão na antiga torre, actualmente englobada na villa. Os Della Tosa foram, com os Donati, a principal família da facção dos guelfos negros, possuindo vários domínios entre as localidades de Sesto, Quinto, Colonnata e Querceto.
Em 1322, o cronista Simone della Tosa registou como d'agosto io Simone feci alzare e merlare la torre di Colonnata ("com gosto, eu Simone fiz erguer e amear a torre de Colonnata"). 
Depois de mais de três séculos, a família cedeu a propriedade, com todos os anexos, aos Fiorelli (1546) e, em 1592, a villa passou em dote para os Manieri. Por sua vez, em 1639 foi a vez dos Capponi adquirirem o edifício, aos quais se seguiram outros proprietários. Finalmente, em 1911 foi comprada por Arturo Villoresi, cujos descendentes possuíam o complexo, o qual foi adaptado a unidade hoteleira durante a década de 1960.

## Arquitectura

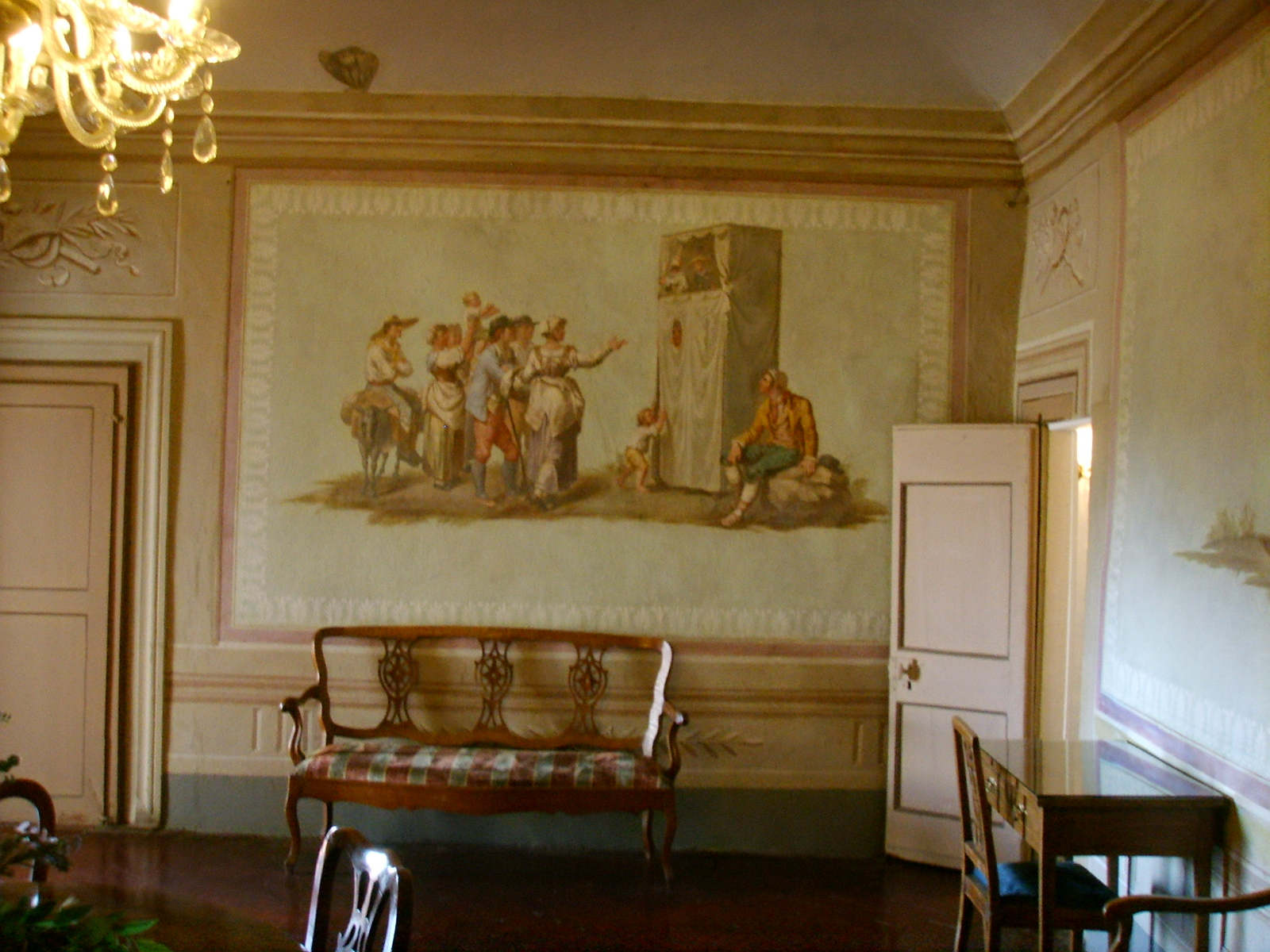
A sala de Bartolomeo Pinelli

A villa, no seu exterior, mantém ainda um aspecto tardo-medieval, com os potentes muros de cercadura e a torre, recuperada à  antiga. O pátio ainda apresenta um muro ameado e uma galeria saliente, sustentada por abóbadas sobre mísulas em pedras declinantes, típico duma certa arquitectura florentina produzida entre o século XIV e o século XV.
Particularmente notável é a loggia no primeiro andar, a qual está voltada para sul em direcção ao jardim à italiana, entre as mais longas de toda a região, com os seus mais de trinta metros de comprimento, apoiada por sete colunas em pedra. 

### Interior
O interior da villa possui numerosos ambientes valiosos. Entre estes, destaca-se a galeria no piso térreo, que liga a entrada principal com o jardim e as outras salas, onde foram pintados afrescos representando elementos vegetais, flores, pássaros e ruínas egípcias entre outros, encerrados dentro duma pérgola em trompe-l'œil. 
No primeiro andar, uma sala foi afrescada pelo pintor romano Bartolomeo Pinelli, que aqui representou as suas típicas figuras pitorescas de populares e camponeses, como se podem ver abaixo. 

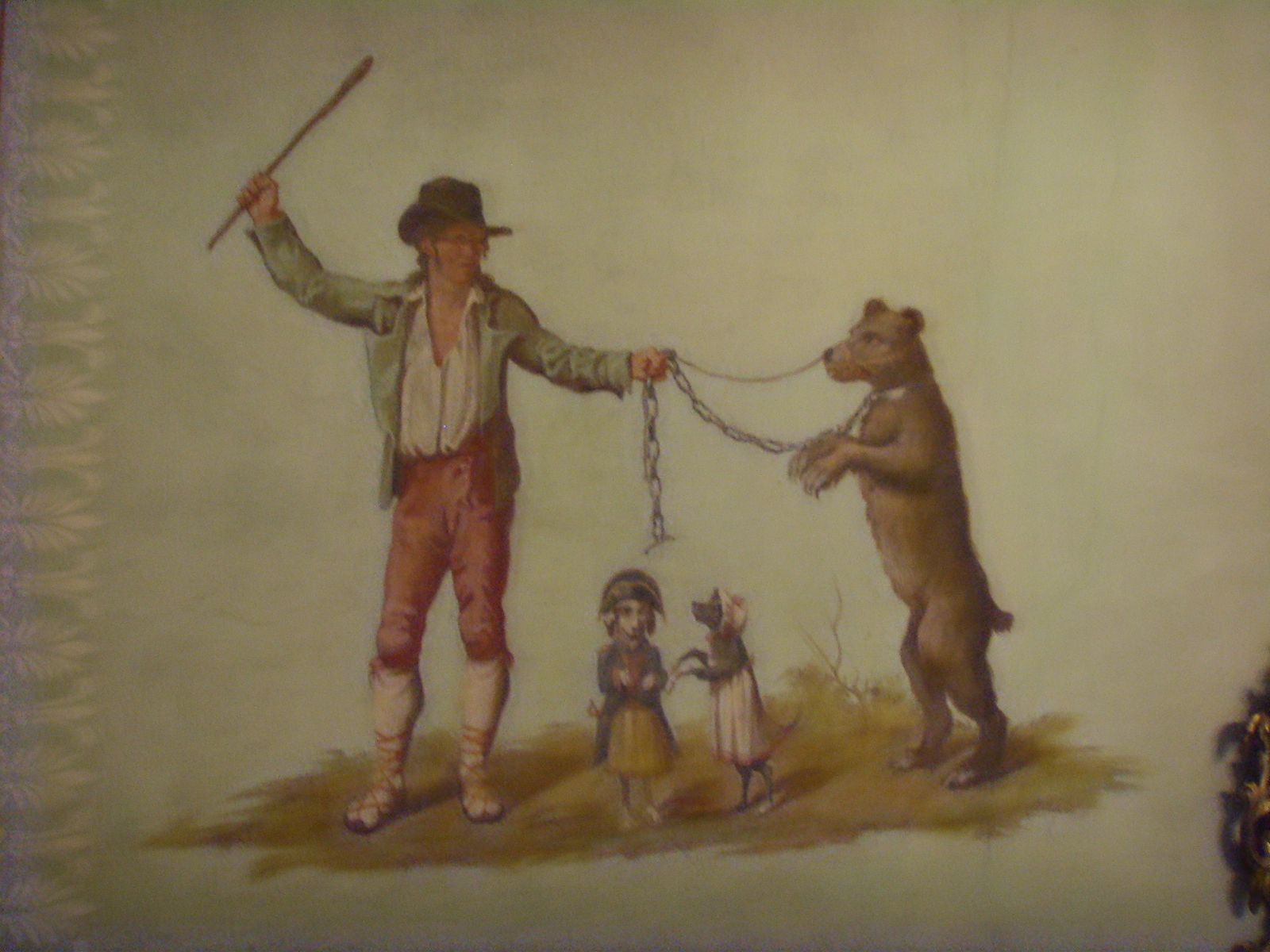
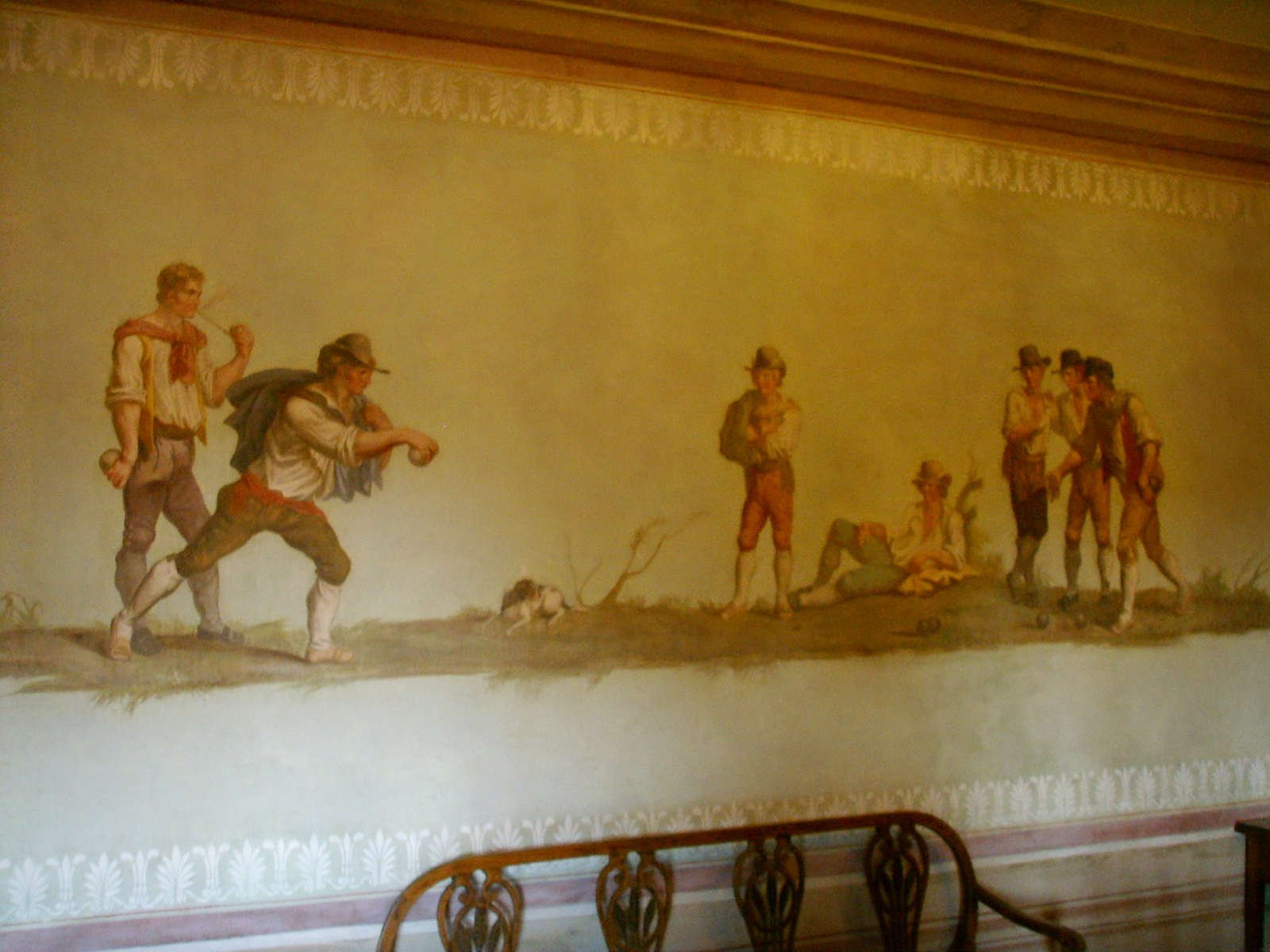
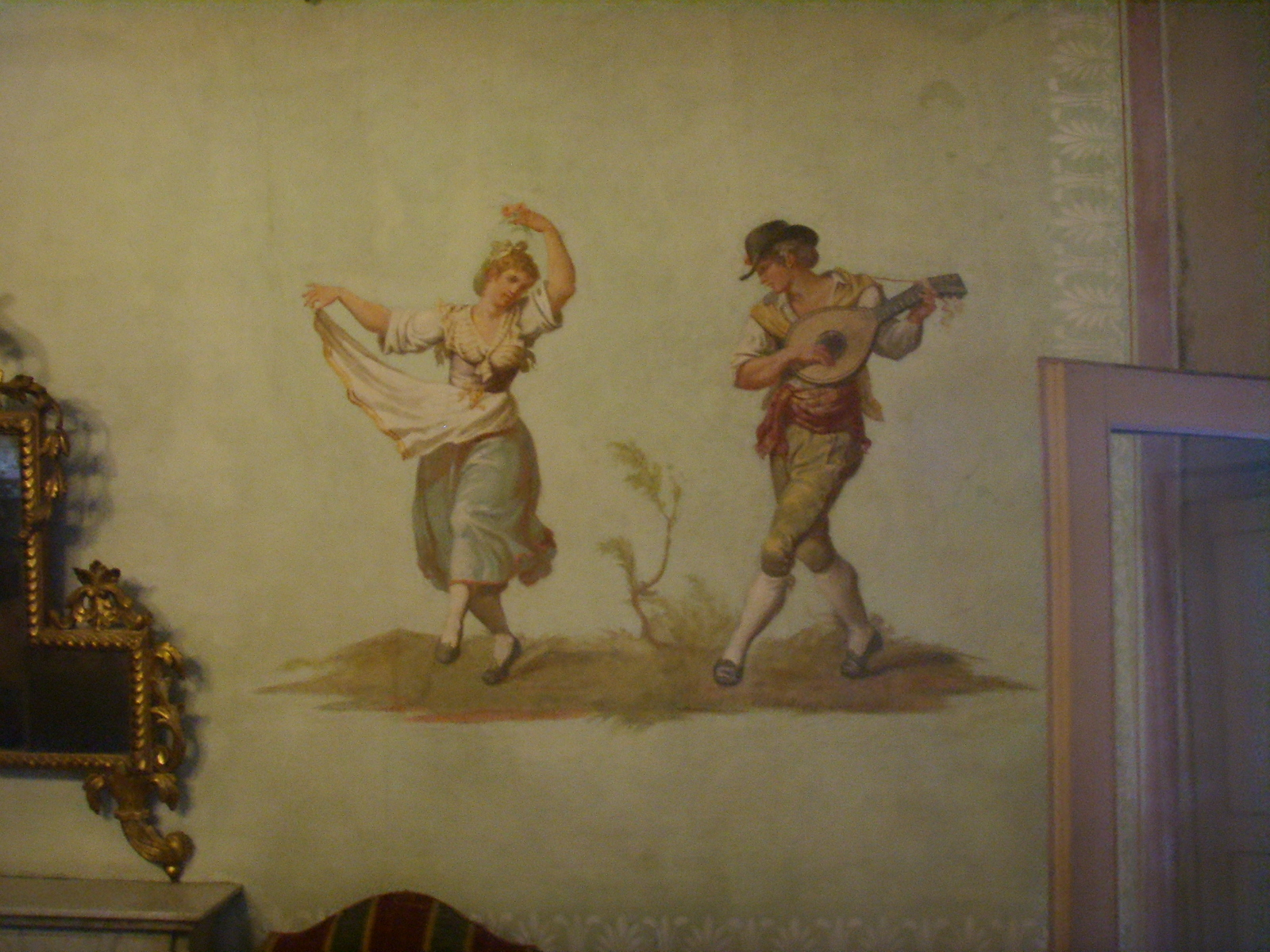
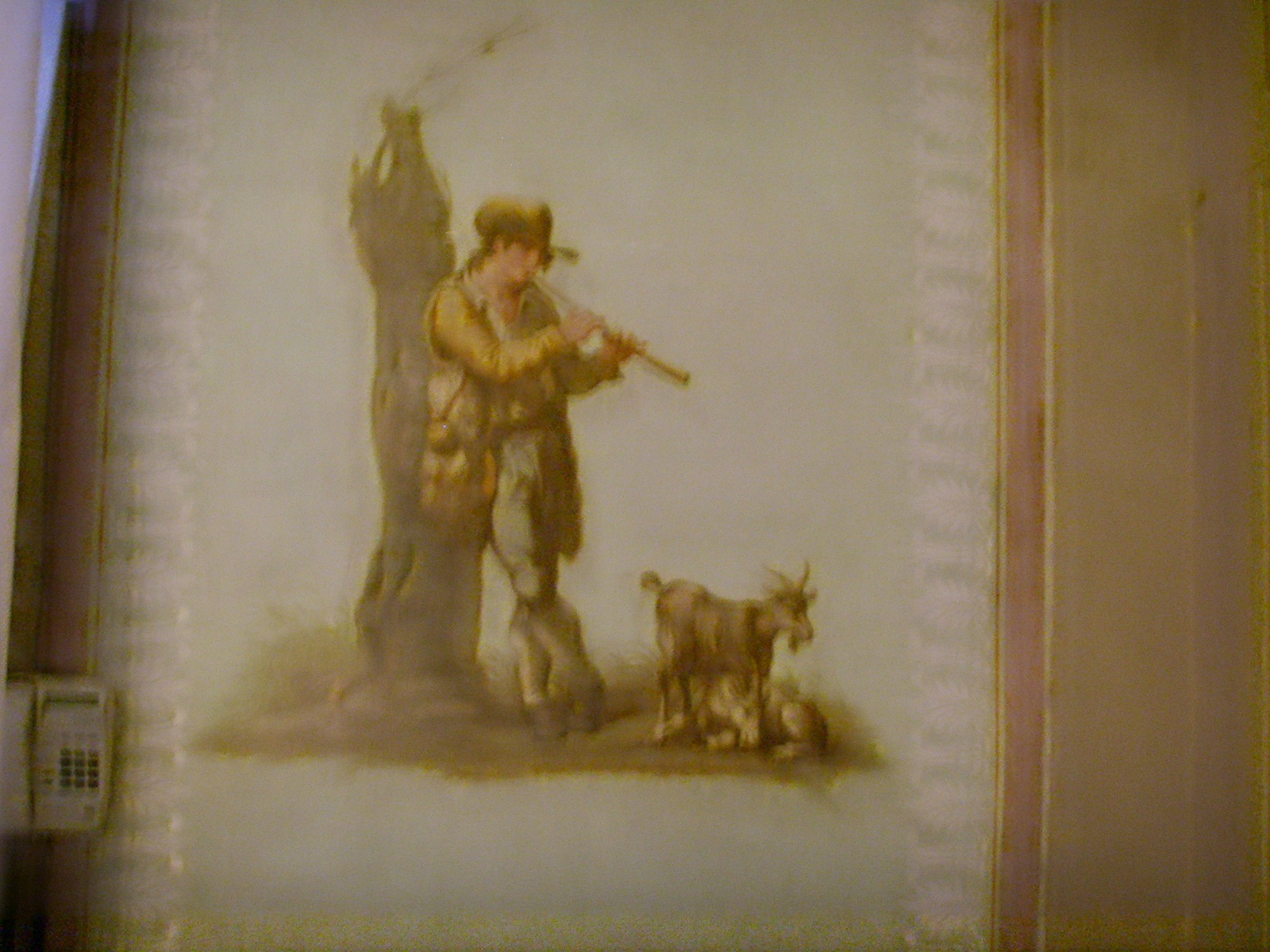
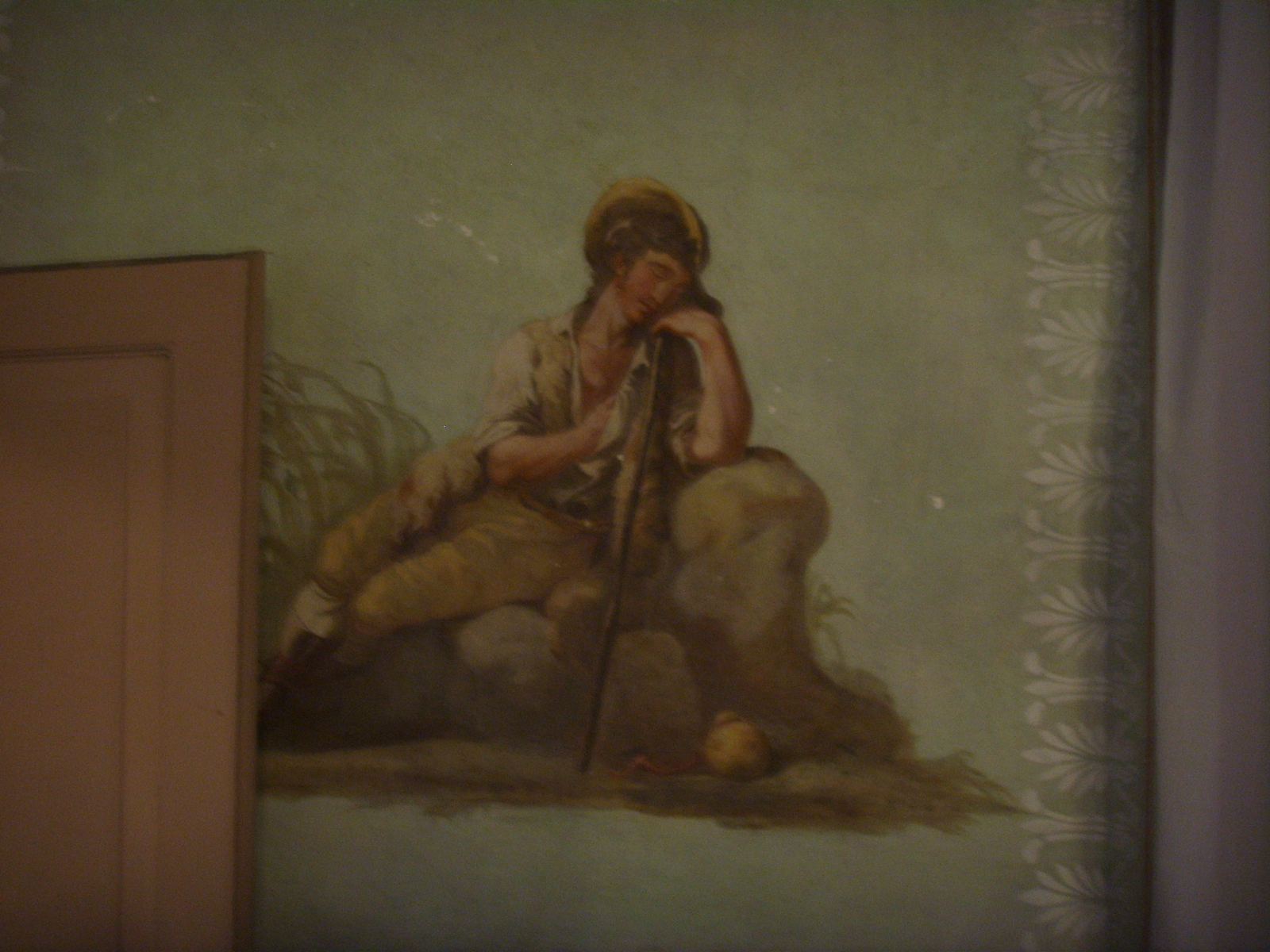

## Galeria de imagens do exterior e do interior

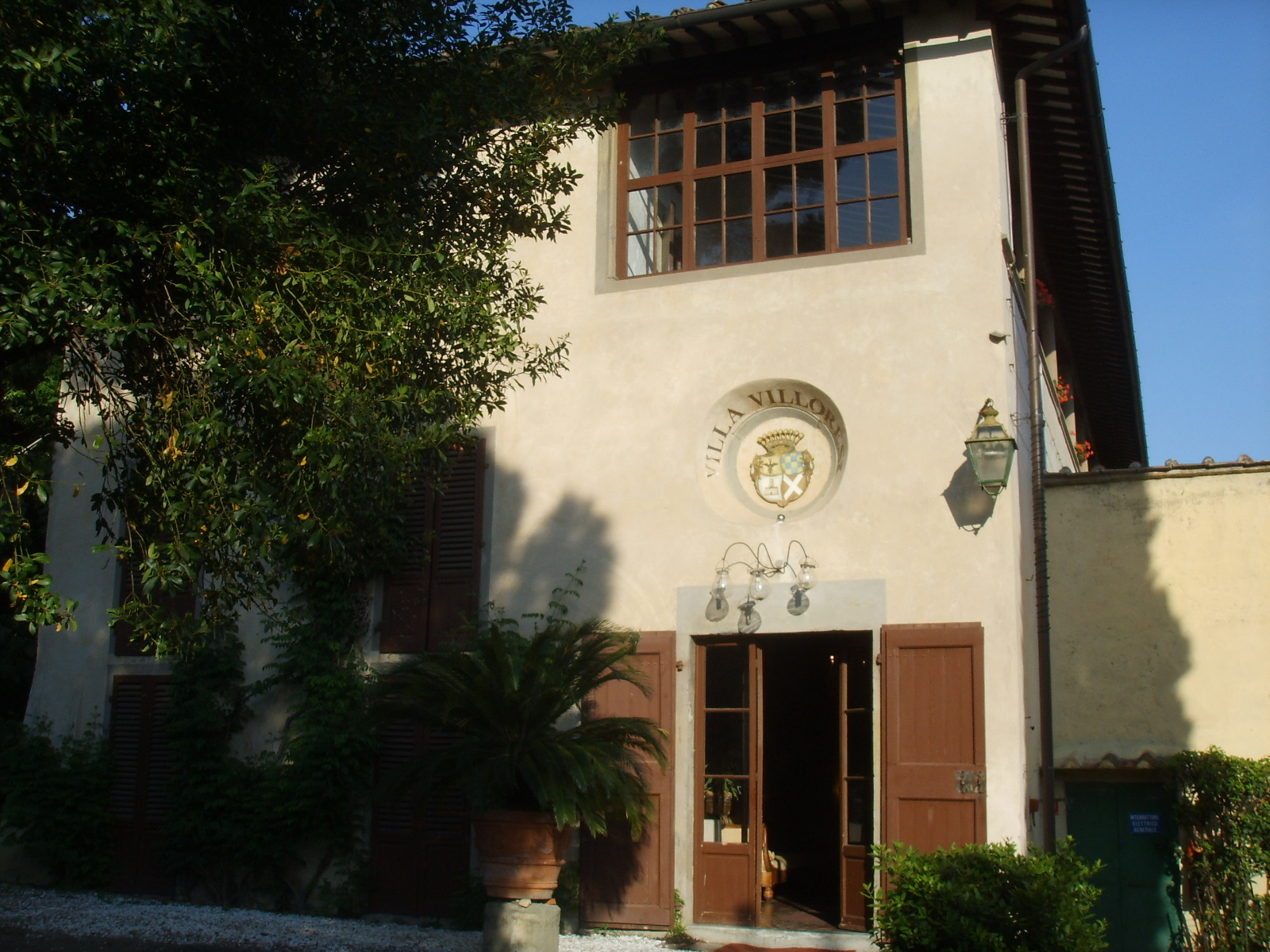
A fachada
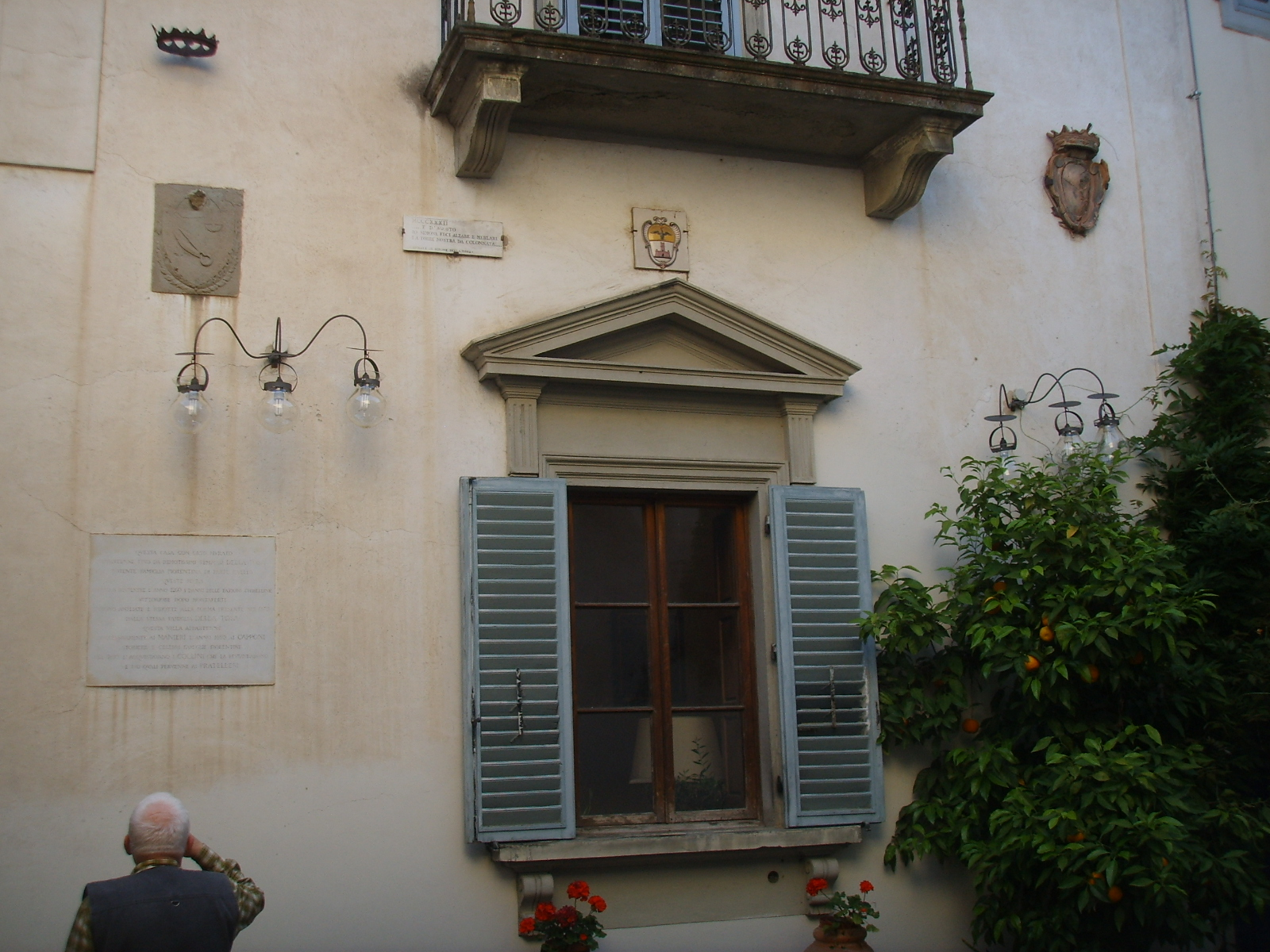
O pátio
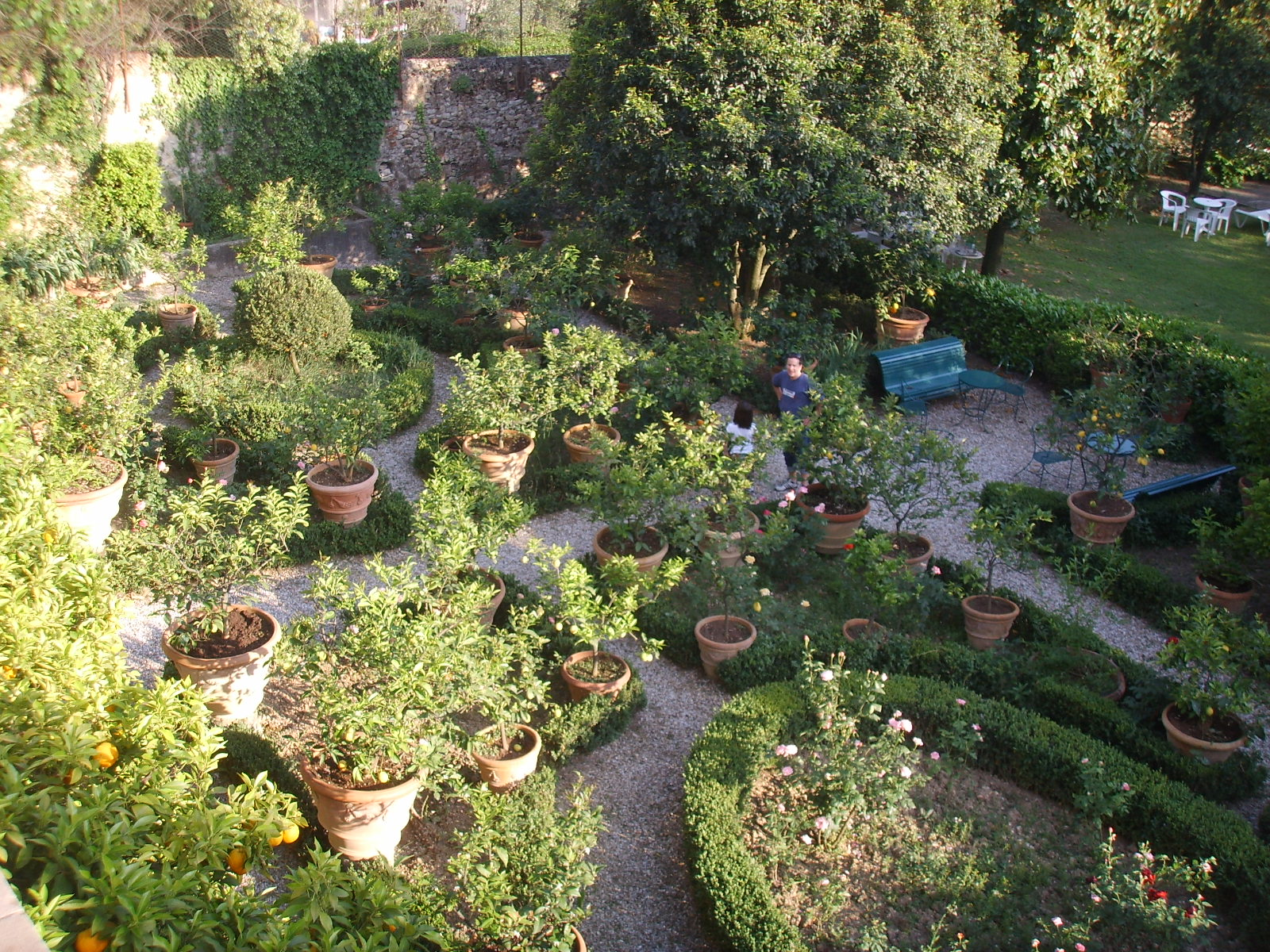
O jardim
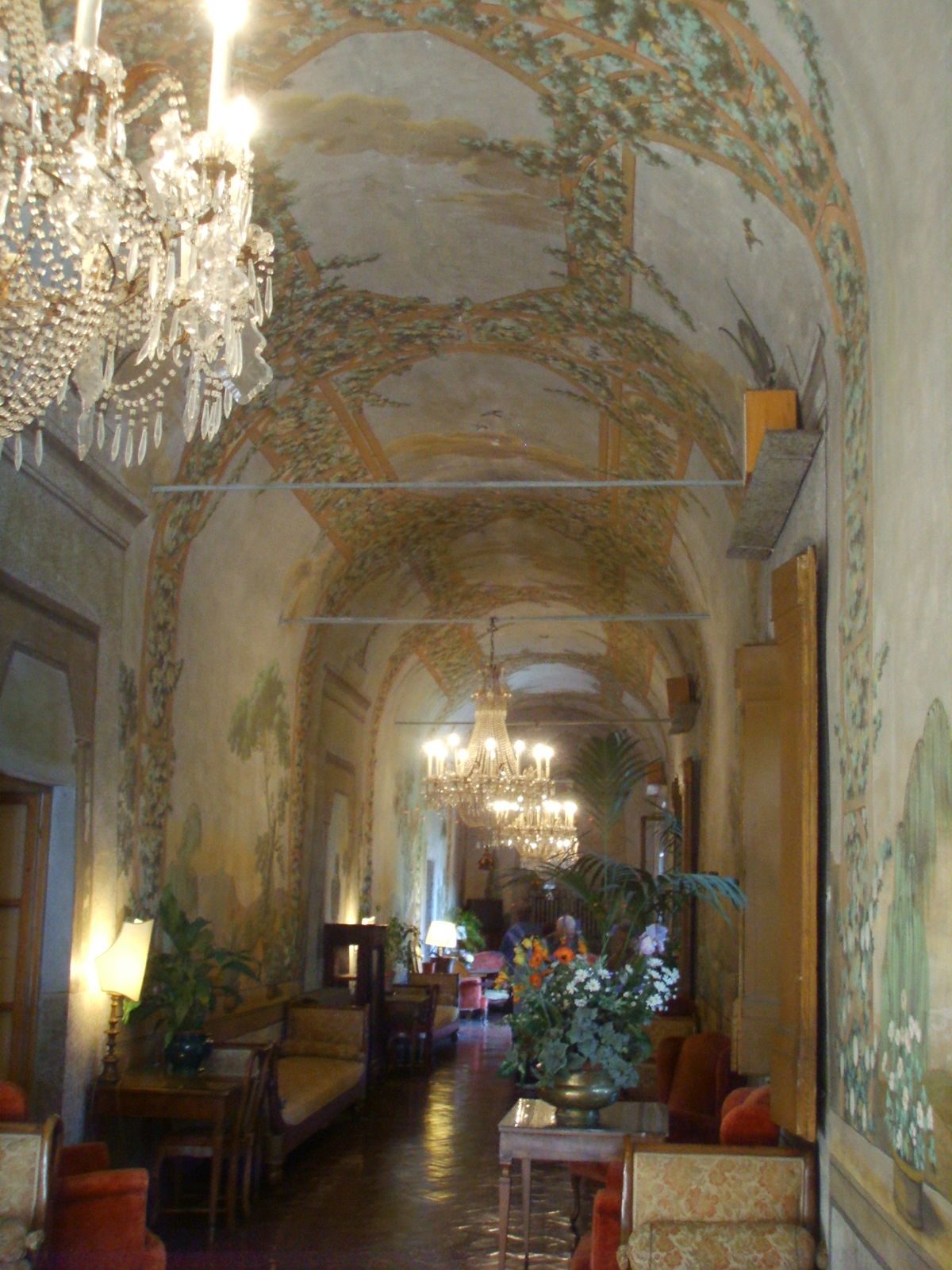
A galeria